# اولی (تبریز)
اولی کندی یکی از روستاهای استان آذربایجان شرقی است که در دهستان اسپران بخش مرکزی شهرستان تبریز واقع شده‌است.این روستا ۷۷۸ نفر جمعیت دارد.

## درآمد
منبع درآمد مردم این روستا بیشتر از طریق باغ داری، کشاورزی و دامداری می‌باشد، اصلی‌ترین محصولات باغدارها سیب و زردآلو (میوه) بوده هرچند تنوع کاشت میوه و غلات در این روستا بسیار است.